# Aziatisch kampioenschap voetbal 2019
Het Aziatisch kampioenschap voetbal 2019 was de zeventiende editie van het continentale voetbalkampioenschap. Het werd gehouden in de Verenigde Arabische Emiraten van 5 januari tot en met 1 februari 2019. Qatar won dit toernooi voor de eerste keer, dat land won in de finale van Japan met 3–1.
Het was de tweede keer dat de Verenigde Arabische Emiraten het toernooi mocht organiseren, in 1996 deden zij dat voor het eerst. Het aantal teams dat mocht deelnemen aan dit toernooi werd uitgebreid van 16, op het vorige toernooi in 2015, naar 24 op dit toernooi. Daardoor veranderde ook de opzet van het toernooi. Er wordt gestart in 6 groepen van 4 landen. De twee beste landen uit de groepen plaatsten zich, evenals de 4 beste nummers 3. Met 16 landen werd begonnen aan de knock-outfase.

## Keuze van het organiserend land

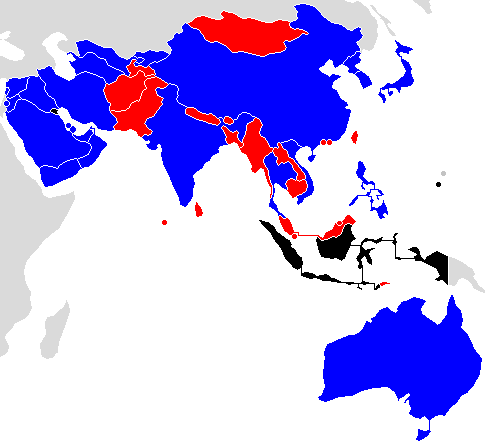
Gekwalificeerd
Niet gekwalificeerd
Niet deelgenomen
Geen AFC-lid

Twee landen stelden zich kandidaat voor de organisatie van het Aziatisch kampioenschap voetbal 2019. Iran stelde zich, net als voor het toernooi van 2011 kandidaat. Het land organiseerde twee keer eerder dit toernooi; in 1968 en 1976. Het tweede land dat zich kandidaat stelde was de Verenigde Arabische Emiraten. Op 9 maart 2015 maakte de Asian Football Confederation bekend dat de Verenigde Arabische Emiraten als winnaar uit het selectieproces waren gekomen.

## Kwalificatie
Het kwalificatietoernooi zal starten op 12 maart 2015 en eindigen in 27 maart 2018. Er zullen 24 landen deelnemen aan het Aziatisch kampioenschap 2019, oftewel acht meer dan vier jaar eerder. In 2014 keurde de AFC het voorstel goed om de kwalificatie voor het wereldkampioenschap voetbal 2018 samen te laten gaan met deze voor het regionale kampioenschap. In een eerste kwalificatieronde speelden de twaalf laagst gerangschikte landen in een knock-outsyssteem tegen elkaar, totdat er nog 40 landen overbleven. In de tweede ronde werden alle teams verdeeld over acht groepen van vijf. De acht groepswinnaars plaatsten zich voor het Aziatisch kampioenschap, evenals de vier beste tweedes. Na een play-offronde spelen de 24 overblijvende teams om de twaalf resterende tickets.

### Lijst van gekwalificeerde teams
| Land                         | Gekwalificeerd als             | Kwalificatiedatum | Vorige deelnames in toernooi1                                                     |
| ---------------------------- | ------------------------------ | ----------------- | --------------------------------------------------------------------------------- |
| Verenigde Arabische Emiraten | Gastland                       | 9 maart 2015      | 9 (1980, 1984, 1988, 1992, 1996, 2004, 2007, 2011, 2015)                          |
| Qatar                        | Winnaar groep C (tweede ronde) | 17 november 2015  | 9 (1980, 1984, 1988, 1992, 2000, 2004, 2007, 2011, 2015)                          |
| Zuid-Korea                   | Winnaar groep G (tweede ronde) | 13 januari 2016   | 13 (1956, 1960, 1964, 1972, 1980, 1984, 1988, 1996, 2000, 2004, 2007, 2011, 2015) |
| Japan                        | Winnaar groep E (tweede ronde) | 24 maart 2016     | 8 (1988, 1992, 1996, 2000, 2004, 2007, 2011, 2015)                                |
| Thailand                     | Winnaar groep F (tweede ronde) | 24 maart 2016     | 6 (1972, 1992, 1996, 2000, 2004, 2007)                                            |
| Saoedi-Arabië                | Winnaar groep A (tweede ronde) | 24 maart 2016     | 9 (1984, 1988, 1992, 1996, 2000, 2004, 2007, 2011, 2015)                          |
| Australië                    | Winnaar groep B (tweede ronde) | 29 maart 2016     | 3 (2007, 2011, 2015)                                                              |
| Oezbekistan                  | Winnaar groep H (tweede ronde) | 29 maart 2016     | 6 (1996, 2000, 2004, 2007, 2011, 2015)                                            |
| Syrië                        | Tweede groep E (tweede ronde)  | 29 maart 2016     | 5 (1980, 1984, 1988,1996, 2011)                                                   |
| Irak                         | Tweede groep F (tweede ronde)  | 29 maart 2016     | 8 (1972, 1976, 1996, 2000, 2004, 2007, 2011, 2015)                                |
| Iran                         | Winnaar groep D (tweede ronde) | 29 maart 2016     | 13 (1968, 1972, 1976, 1980, 1984, 1988, 1992, 1996, 2000, 2004, 2007, 2011, 2015) |
| China                        | Tweede groep C (tweede ronde)  | 29 maart 2016     | 11 (1976, 1980, 1984, 1988, 1992, 1996, 2000, 2004, 2007, 2011, 2015)             |
| Palestina                    | Groep D (derde ronde)          | 10 oktober 2017   | 1 (2015)                                                                          |
| Oman                         | Groep D (derde ronde)          | 10 oktober 2017   | 3 (2004, 2007, 2015)                                                              |
| India                        | Groep A (derde ronde)          | 11 oktober 2017   | 3 (1964, 1984, 2011)                                                              |
| Libanon                      | Groep B (derde ronde)          | 10 november 2017  | 1 (2000)                                                                          |
| Turkmenistan                 | Groep E (derde ronde)          | 14 november 2017  | 1 (2004)                                                                          |
| Jordanië                     | Groep C (derde ronde)          | 14 november 2017  | 3 (2004, 2011, 2015)                                                              |
| Bahrein                      | Groep E (derde ronde)          | 14 november 2017  | 5 (1988, 2004, 2007, 2011, 2015)                                                  |
| Vietnam                      | Groep C (derde ronde)          | 14 november 2017  | 32 (1956, 1960, 2007)                                                             |
| Kirgizië                     | Groep A (derde ronde)          | 22 maart 2018     | Debuut                                                                            |
| Noord-Korea                  | Groep B (derde ronde)          | 27 maart 2018     | 4 (1980, 1992, 2011, 2015)                                                        |
| Filipijnen                   | Groep F (derde ronde)          | 27 maart 2018     | Debuut                                                                            |
| Jemen                        | Groep F (derde ronde)          | 27 maart 2018     | Debuut                                                                            |

1 vet betekent kampioen in dat jaar
1 Inclusief deelnames van Zuid-Vietnam.

## Stadions
In Doha werd bekendgemaakt dat het toernooi in acht stadions wordt gespeeld. De stadions staan in vier steden. De openingswedstrijd wordt in het Sjeik Zayidstadion. Ook de finale zal hier plaatsvinden. In ieder stadion zullen ten minste vijf wedstrijden zijn en ook zal ieder stadion in ieder geval gastheer zijn van een wedstrijd in de knock-outfase. De halve finales zullen worden gespeeld op twee verschillende dagen in Abu Dhabi en Dubai. Er is geen troostfinale.
| Abu Dhabi                                  | Abu Dhabi                                                | Abu Dhabi                                                | · Abu Dhabi Al Ain Dubai Sharjah      | · Abu Dhabi Al Ain Dubai Sharjah   |
| ------------------------------------------ | -------------------------------------------------------- | -------------------------------------------------------- | ------------------------------------- | ---------------------------------- |
| Sjeik Zayidstadion capaciteit2: 43.620     | Mohammed Bin Zayidstadion capaciteit2: 42.056            | Al Nahyanstadion capaciteit2: 11.456                     | · Abu Dhabi Al Ain Dubai Sharjah      | · Abu Dhabi Al Ain Dubai Sharjah   |
|                                            |                                                          |                                                          | · Abu Dhabi Al Ain Dubai Sharjah      | · Abu Dhabi Al Ain Dubai Sharjah   |
|                                            |                                                          |                                                          | · Abu Dhabi Al Ain Dubai Sharjah      | · Abu Dhabi Al Ain Dubai Sharjah   |
| Hazza Bin Zayedstadion capaciteit2: 25.965 | Sheikh Kalifa Internationaal Stadion capaciteit2: 16.000 | Maktoum Bin Rashid Al Maktoumstadion capaciteit2: 12.000 | Al-Maktoumstadion capaciteit2: 25.965 | Sharjahstadion capaciteit2: 11.073 |
| Al Ain                                     | Al Ain                                                   | Dubai                                                    | Dubai                                 | Sharja                             |

2 Mogelijk wordt de capaciteit nog uitgebreid.

## Scheidsrechters
De AFC liet op 5 december 2018 weten dat er 30 scheidsrechters, 30 assistent scheidsrechters en een aantal extra scheidsrechters en assistent scheidsrechters waren geselecteerd. Hieronder een lijst te zien van de geselecteerde scheidsrechters en assistenten. Vanaf de kwartfinale zal tevens gebruik worden gemaakt van de VAR.
Scheidsrechters
- Chris Beath (Australië)
- Peter Green (Australië)
- Nawaf Shukralla (Bahrein)
- Fu Ming (China)
- Ma Ning (China)
- Liu Kwok Man (Hongkong)
- Alireza Faghani (Iran)
- Ali Sabah (Irak)
- Mohanad Qasim Eesee Sarray (Irak)
- Jumpei Iida (Japan)

- Hiroyuki Kimura (Japan)
- Ryuji Sato (Japan)
- Ahmed Al-Ali (Jordanië)
- Adham Makhadmeh (Jordanië)
- Kim Dong-jin (Zuid-Korea)
- Ko Hyung-jin (Zuid-Korea)
- Mohd Amirul Izwan Yaacob (Maleisië)
- César Arturo Ramos (Mexico)
- Ahmed Al-Kaf (Oman)
- Abdulrahman Al-Jassim (Qatar)

- Khamis Al-Kuwari (Qatar)
- Khamis Al-Marri (Qatar)
- Turki Al-Khudhayr (Saoedi-Arabië)
- Muhammad Taqi (Singapore)
- Hettikamkanamge Perera (Sri Lanka)
- Ammar Al-Jeneibi (Verenigde Arabische Emiraten)
- Mohammed Abdulla Mohamed (Verenigde Arabische Emiraten)
- Ravshan Irmatov (Oezbekistan)
- Valentin Kovalenko (Oezbekistan)
- Ilgiz Tantashev (Oezbekistan)

Assistent scheidsrechters
- Matthew Cream (Australië)
- Anton Shchetinin (Australië)
- Mohamed Salman (Bahrein)
- Yaser Tulefat (Bahrein)
- Cao Yi (China)
- Huo Weiming (China)
- Mohammadreza Mansouri (Iran)
- Reza Sokhandan (Iran)
- Jun Mihara (Japan)
- Hiroshi Yamauchi (Japan)

- Mohammad Al-Kalaf (Jordanië)
- Ahmad Al-Roalle (Jordanië)
- Kim Young-ha (Zuid-Korea)
- Yoon Kwang-yeol (Zuid-Korea)
- Sergei Grishchenko (Kirgizië)
- Mohd Yusri Muhamad (Maleisië)
- Mohamad Zainal Abidin (Maleisië)
- Miguel Hernández (Mexico)
- Alberto Morín (Mexico)
- Abu Bakar Al-Amri (Oman)

- Rashid Al-Ghaithi (Oman)
- Saud Al-Maqaleh (Qatar)
- Taleb Al-Marri (Qatar)
- Mohammed Al-Abakry (Saoedi-Arabië)
- Ronnie Koh Min Kiat (Singapore)
- Palitha Hemathunga (Sri Lanka)
- Mohamed Al-Hammadi (Verenigde Arabische Emiraten)
- Hasan Al-Mahri (Verenigde Arabische Emiraten)
- Abdukhamidullo Rasulov (Oezbekistan)
- Jakhongir Saidov (Oezbekistan)

Extra scheidsrechters
- Nivon Robesh Gamini (Sri Lanka)
- Hanna Hattab (Syrië)

Extra assistent scheidsrechters
- Ali Ubaydee (Irak)
- Priyanga Palliya Guruge (Sri Lanka)

## Loting
De loting vond plaats op 4 mei 2018 in het Dubai Opera in Dubai, het gastland (Verenigde Arabische Emiraten) werd daarbij ingedeeld in pot 1. De overige landen werden ingedeeld in 4 potten op basis van de FIFA-wereldranglijst. Bij de loting worden de landen verdeeld over 6 groepen.
| Pot 1 | Pot 2                                                                     | Pot 3                                                                             | Pot 4                                                                                       |
| --- | ------------------------------------------------------------------------- | --------------------------------------------------------------------------------- | ------------------------------------------------------------------------------------------- |
| Verenigde Arabische Emiraten (81) Iran (36) Australië (40) Japan (60) Zuid-Korea (61) Saoedi-Arabië (70) | China (73) Kirgizië (75) Syrië (76) Libanon (82) Palestina (83) Oman (87) | Irak (88) Oezbekistan (88) India (97) Qatar (101) Vietnam (103) Noord-Korea (112) | Filipijnen (113) Bahrein (116) Jordanië (117) Thailand (122) Jemen (125) Turkmenistan (129) |

## Groepsfase

### Groep A
| Pos | Land     | Wed | Win | Gel | Ver | DV | DT | +/− | Pnt |
| --- | -------- | --- | --- | --- | --- | -- | -- | --- | --- |
| 1   | V.A.E.   | 3   | 1   | 2   | 0   | 4  | 2  | +2  | 5   |
| 2   | Thailand | 3   | 1   | 1   | 1   | 3  | 5  | –2  | 4   |
| 3   | Bahrein  | 3   | 1   | 1   | 1   | 2  | 2  | 0   | 4   |
| 4   | India    | 3   | 1   | 0   | 2   | 4  | 4  | 0   | 3   |

|                              |                              |       |                |                                                                                    |
| 5 januari 2019 20:00 (UTC+4) | Verenigde Arabische Emiraten | 1 – 1 | Bahrein        | Sjeik Zayidstadion, Abu Dhabi Toeschouwers: 33.878 Scheidsrechter: Adham Makhadmeh |
| 5 januari 2019 20:00 (UTC+4) | Khalil 88' (pen.)            |       | 78' Al Romaihi | Sjeik Zayidstadion, Abu Dhabi Toeschouwers: 33.878 Scheidsrechter: Adham Makhadmeh |

|                              |              |       |                                                  |                                                                              |
| 6 januari 2019 17:30 (UTC+4) | Thailand     | 1 – 4 | India                                            | Al Nahyanstadion, Abu Dhabi Toeschouwers: 3.250 Scheidsrechter: Liu Kwok Man |
| 6 januari 2019 17:30 (UTC+4) | Teerasil 33' |       | 27' (pen.), 46' Chhetri 68' Thapa 80' Lalpekhlua | Al Nahyanstadion, Abu Dhabi Toeschouwers: 3.250 Scheidsrechter: Liu Kwok Man |

|                               |         |               |          |                                                                          |
| 10 januari 2019 15:00 (UTC+4) | Bahrein | 0 – 1         | Thailand | Al-Maktoumstadion, Dubai Toeschouwers: 2.720 Scheidsrechter: Chris Beath |
| 10 januari 2019 15:00 (UTC+4) |         | 58' Chanathip |          | Al-Maktoumstadion, Dubai Toeschouwers: 2.720 Scheidsrechter: Chris Beath |

|                               |       |                                 |                              |                                                                                       |
| 10 januari 2019 20:00 (UTC+4) | India | 0 – 2                           | Verenigde Arabische Emiraten | Sjeik Zayidstadion, Abu Dhabi Toeschouwers: 43.206 Scheidsrechter: César Arturo Ramos |
| 10 januari 2019 20:00 (UTC+4) |       | 41' Khalf. Mubarak 88' Mabkhout |                              | Sjeik Zayidstadion, Abu Dhabi Toeschouwers: 43.206 Scheidsrechter: César Arturo Ramos |

|                               |                              |       |              |                                                                                 |
| 14 januari 2019 20:00 (UTC+4) | Verenigde Arabische Emiraten | 1 – 1 | Thailand     | Hazza Bin Zayed Stadion, Al Ain Toeschouwers: 17.809 Scheidsrechter: Ryuji Sato |
| 14 januari 2019 20:00 (UTC+4) | Mabkhout 7'                  |       | 41' Thitipan | Hazza Bin Zayed Stadion, Al Ain Toeschouwers: 17.809 Scheidsrechter: Ryuji Sato |

|                               |       |                     |         |                                                                              |
| 14 januari 2019 20:00 (UTC+4) | India | 0 – 1               | Bahrein | Sharjahstadion, Sharjah Toeschouwers: 11.417 Scheidsrechter: Ilgiz Tantashev |
| 14 januari 2019 20:00 (UTC+4) |       | 90+1' (pen.) Rashid |         | Sharjahstadion, Sharjah Toeschouwers: 11.417 Scheidsrechter: Ilgiz Tantashev |

### Groep B
| Pos | Land      | Wed | Win | Gel | Ver | DV | DT | +/− | Pnt |
| --- | --------- | --- | --- | --- | --- | -- | -- | --- | --- |
| 1   | Jordanië  | 3   | 2   | 1   | 0   | 3  | 0  | +3  | 7   |
| 2   | Australië | 3   | 2   | 0   | 1   | 6  | 3  | +3  | 6   |
| 3   | Palestina | 3   | 0   | 2   | 1   | 0  | 3  | –3  | 2   |
| 4   | Syrië     | 3   | 0   | 1   | 2   | 2  | 5  | –3  | 1   |

|                              |           |                 |          |                                                                                  |
| 6 januari 2019 15:00 (UTC+4) | Australië | 0 – 1           | Jordanië | Hazza Bin Zayed Stadion, Al Ain Toeschouwers: 4.934 Scheidsrechter: Ahmed Al-Kaf |
| 6 januari 2019 15:00 (UTC+4) |           | 26' Bani Yaseen |          | Hazza Bin Zayed Stadion, Al Ain Toeschouwers: 4.934 Scheidsrechter: Ahmed Al-Kaf |

|                              |       |                |           |                                                                             |
| 6 januari 2019 20:00 (UTC+4) | Syrië | 0 – 0          | Palestina | Sharjahstadion, Sharjah Toeschouwers: 8.471 Scheidsrechter: Ravshan Irmatov |
| 6 januari 2019 20:00 (UTC+4) |       | 43', 68' Saleh |           | Sharjahstadion, Sharjah Toeschouwers: 8.471 Scheidsrechter: Ravshan Irmatov |

|                               |                            |       |       |                                                                                               |
| 10 januari 2019 17:30 (UTC+4) | Jordanië                   | 2 – 0 | Syrië | Sheikh Kalifa Internationaal Stadion, Al Ain Toeschouwers: 9.152 Scheidsrechter: Kim Dong-jin |
| 10 januari 2019 17:30 (UTC+4) | Al-Taamari 26' Khattab 43' |       |       | Sheikh Kalifa Internationaal Stadion, Al Ain Toeschouwers: 9.152 Scheidsrechter: Kim Dong-jin |

|                               |           |                                    |           | |
| 11 januari 2019 15:00 (UTC+4) | Palestina | 0 – 3                              | Australië | Maktoum Bin Rashid Al Maktoumstadion, Dubai Toeschouwers: 11.915 Scheidsrechter: Valentin Kovalenko |
| 11 januari 2019 15:00 (UTC+4) |           | 18' Maclaren 20' Mabil 90' Giannou |           | Maktoum Bin Rashid Al Maktoumstadion, Dubai Toeschouwers: 11.915 Scheidsrechter: Valentin Kovalenko |

|                               |                                      |       |                                 | |
| 15 januari 2019 17:30 (UTC+4) | Australië                            | 3 – 2 | Syrië                           | Sheikh Kalifa Internationaal Stadion, Al Ain Toeschouwers: 10.492 Scheidsrechter: César Arturo Ramos |
| 15 januari 2019 17:30 (UTC+4) | Mabil 41' Ikonomidis 54' Rogić 90+3' |       | 43' Kharbin 80' (pen.) Al Somah | Sheikh Kalifa Internationaal Stadion, Al Ain Toeschouwers: 10.492 Scheidsrechter: César Arturo Ramos |

|                               |           |       |          |                                                                                          |
| 15 januari 2019 17:30 (UTC+4) | Palestina | 0 – 0 | Jordanië | Mohammed Bin Zayidstadion, Abu Dhabi Toeschouwers: 20.843 Scheidsrechter: Mohanad Qassim |
| 15 januari 2019 17:30 (UTC+4) |           |       |          | Mohammed Bin Zayidstadion, Abu Dhabi Toeschouwers: 20.843 Scheidsrechter: Mohanad Qassim |

### Groep C
| Pos | Land       | Wed | Win | Gel | Ver | DV | DT | +/− | Pnt |
| --- | ---------- | --- | --- | --- | --- | -- | -- | --- | --- |
| 1   | Zuid-Korea | 3   | 3   | 0   | 0   | 4  | 0  | +4  | 9   |
| 2   | China      | 3   | 2   | 0   | 1   | 5  | 3  | +2  | 6   |
| 3   | Kirgizië   | 3   | 1   | 0   | 2   | 4  | 4  | 0   | 3   |
| 4   | Filipijnen | 3   | 0   | 0   | 3   | 1  | 7  | –6  | 0   |

|                              |                                 |       |              | |
| 7 januari 2019 15:00 (UTC+4) | China                           | 2 – 1 | Kirgizië     | Sheikh Kalifa Internationaal Stadion, Al Ain Toeschouwers: 1.839 Scheidsrechter: Mohammed Abdulla Mohamed |
| 7 januari 2019 15:00 (UTC+4) | Matyash 50' (e.d.) Yu Dabao 78' |       | 42' Israilov | Sheikh Kalifa Internationaal Stadion, Al Ain Toeschouwers: 1.839 Scheidsrechter: Mohammed Abdulla Mohamed |

|                              |                 |       |            |                                                                              |
| 7 januari 2019 17:30 (UTC+4) | Zuid-Korea      | 1 – 0 | Filipijnen | Al-Maktoumstadion, Dubai Toeschouwers: 3.185 Scheidsrechter: Nawaf Shukralla |
| 7 januari 2019 17:30 (UTC+4) | Hwang Ui-jo 67' |       |            | Al-Maktoumstadion, Dubai Toeschouwers: 3.185 Scheidsrechter: Nawaf Shukralla |

|                               |            |                              |       |                                                                                           |
| 11 januari 2019 17:30 (UTC+4) | Filipijnen | 0 – 3                        | China | Mohammed Bin Zayidstadion, Abu Dhabi Toeschouwers: 16.013 Scheidsrechter: Hiroyuki Kimura |
| 11 januari 2019 17:30 (UTC+4) |            | 40', 66' Wu Lei 80' Yu Dabao |       | Mohammed Bin Zayidstadion, Abu Dhabi Toeschouwers: 16.013 Scheidsrechter: Hiroyuki Kimura |

|                               |          |                 |            |                                                                                     |
| 11 januari 2019 20:00 (UTC+4) | Kirgizië | 0 – 1           | Zuid-Korea | Hazza Bin Zayed Stadion, Al Ain Toeschouwers: 4.893 Scheidsrechter: Khamis Al-Marri |
| 11 januari 2019 20:00 (UTC+4) |          | 41' Kim Min-jae |            | Hazza Bin Zayed Stadion, Al Ain Toeschouwers: 4.893 Scheidsrechter: Khamis Al-Marri |

|                               |                                        |       |       |                                                                                        |
| 16 januari 2019 17:30 (UTC+4) | Zuid-Korea                             | 2 – 0 | China | Al Nahyanstadion, Abu Dhabi Toeschouwers: 13.579 Scheidsrechter: Abdulrahman Al-Jassim |
| 16 januari 2019 17:30 (UTC+4) | Hwang Ui-jo 14' (pen.) Kim Min-jae 51' |       |       | Al Nahyanstadion, Abu Dhabi Toeschouwers: 13.579 Scheidsrechter: Abdulrahman Al-Jassim |

|                               |                   |       |             |                                                                                                   |
| 16 januari 2019 17:30 (UTC+4) | Kirgizië          | 3 – 1 | Filipijnen  | Maktoum Bin Rashid Al Maktoumstadion, Dubai Toeschouwers: 4.217 Scheidsrechter: Turki Al-Khudhayr |
| 16 januari 2019 17:30 (UTC+4) | Lux 24', 51', 77' |       | 80' Schröck | Maktoum Bin Rashid Al Maktoumstadion, Dubai Toeschouwers: 4.217 Scheidsrechter: Turki Al-Khudhayr |

### Groep D
| Pos | Land    | Wed | Win | Gel | Ver | DV | DT | +/− | Pnt |
| --- | ------- | --- | --- | --- | --- | -- | -- | --- | --- |
| 1   | Iran    | 3   | 2   | 1   | 0   | 7  | 0  | +7  | 7   |
| 2   | Irak    | 3   | 2   | 1   | 0   | 6  | 2  | +4  | 7   |
| 3   | Vietnam | 3   | 1   | 0   | 2   | 4  | 5  | –1  | 3   |
| 4   | Jemen   | 3   | 0   | 0   | 3   | 0  | 10 | –10 | 0   |

|                              |                                                    |       |       |                                                                                     |
| 7 januari 2019 20:00 (UTC+4) | Iran                                               | 5 – 0 | Jemen | Mohammed Bin Zayidstadion, Abu Dhabi Toeschouwers: 5.301 Scheidsrechter: Ryuji Sato |
| 7 januari 2019 20:00 (UTC+4) | Taremi 12', 25' Dejagah 23' Azmoun 53' Ghoddos 78' |       |       | Mohammed Bin Zayidstadion, Abu Dhabi Toeschouwers: 5.301 Scheidsrechter: Ryuji Sato |

|                              |                                |       |                                 |                                                                                         |
| 8 januari 2019 17:30 (UTC+4) | Irak                           | 3 – 2 | Vietnam                         | Sjeik Zayidstadion, Abu Dhabi Toeschouwers: 4.779 Scheidsrechter: Abdulrahman Al-Jassim |
| 8 januari 2019 17:30 (UTC+4) | M. Ali 35' Tariq 60' Adnan 90' |       | 24' (e.d.) Faez 42' Công Phượng | Sjeik Zayidstadion, Abu Dhabi Toeschouwers: 4.779 Scheidsrechter: Abdulrahman Al-Jassim |

|                               |         |                 |      |                                                                                |
| 12 januari 2019 15:00 (UTC+4) | Vietnam | 0 – 2           | Iran | Al Nahyanstadion, Abu Dhabi Toeschouwers: 10.841 Scheidsrechter: Muhammad Taqi |
| 12 januari 2019 15:00 (UTC+4) |         | 38', 69' Azmoun |      | Al Nahyanstadion, Abu Dhabi Toeschouwers: 10.841 Scheidsrechter: Muhammad Taqi |

|                               |       |                                  |      |                                                                     |
| 12 januari 2019 17:30 (UTC+4) | Jemen | 0 – 3                            | Irak | Sharjahstadion, Sharjah Toeschouwers: 9.757 Scheidsrechter: Fu Ming |
| 12 januari 2019 17:30 (UTC+4) |       | 11' M. Ali 19' Resan 90+1' Abbas |      | Sharjahstadion, Sharjah Toeschouwers: 9.757 Scheidsrechter: Fu Ming |

|                               |                                   |       |       |                                                                                  |
| 16 januari 2019 20:00 (UTC+4) | Vietnam                           | 2 – 0 | Jemen | Hazza Bin Zayed Stadion, Al Ain Toeschouwers: 8.237 Scheidsrechter: Ahmed Al-Kaf |
| 16 januari 2019 20:00 (UTC+4) | Quang Hải 38' Ngọc Hải 64' (pen.) |       |       | Hazza Bin Zayed Stadion, Al Ain Toeschouwers: 8.237 Scheidsrechter: Ahmed Al-Kaf |

|                               |      |       |      |                                                                               |
| 16 januari 2019 20:00 (UTC+4) | Iran | 0 – 0 | Irak | Al-Maktoumstadion, Dubai Toeschouwers: 15.038 Scheidsrechter: Ravshan Irmatov |
| 16 januari 2019 20:00 (UTC+4) |      |       |      | Al-Maktoumstadion, Dubai Toeschouwers: 15.038 Scheidsrechter: Ravshan Irmatov |

### Groep E
| Pos | Land          | Wed | Win | Gel | Ver | DV | DT | +/− | Pnt |
| --- | ------------- | --- | --- | --- | --- | -- | -- | --- | --- |
| 1   | Qatar         | 3   | 3   | 0   | 0   | 10 | 0  | +10 | 9   |
| 2   | Saoedi-Arabië | 3   | 2   | 0   | 1   | 6  | 2  | +4  | 6   |
| 3   | Libanon       | 3   | 1   | 0   | 2   | 4  | 5  | –1  | 3   |
| 4   | Noord-Korea   | 3   | 0   | 0   | 3   | 1  | 14 | –13 | 0   |

|                              |                                                         |       |                         |                                                                                             |
| 8 januari 2019 20:00 (UTC+4) | Saoedi-Arabië                                           | 4 – 0 | Noord-Korea             | Maktoum Bin Rashid Al Maktoumstadion, Dubai Toeschouwers: 5.075 Scheidsrechter: Peter Green |
| 8 januari 2019 20:00 (UTC+4) | Bahebri 28' Al-Fatil 37' Al-Dawsari 70' Al-Muwallad 87' |       | 36', 44' Han Kwang-song | Maktoum Bin Rashid Al Maktoumstadion, Dubai Toeschouwers: 5.075 Scheidsrechter: Peter Green |

|                              |                     |       |         |                                                                             |
| 9 januari 2019 20:00 (UTC+4) | Qatar               | 2 – 0 | Libanon | Hazza Bin Zayed Stadion, Al Ain Toeschouwers: 7.847 Scheidsrechter: Ma Ning |
| 9 januari 2019 20:00 (UTC+4) | Al-Rawi 65' Ali 79' |       |         | Hazza Bin Zayed Stadion, Al Ain Toeschouwers: 7.847 Scheidsrechter: Ma Ning |

|                               |         |                                |               |                                                                         |
| 12 januari 2019 20:00 (UTC+4) | Libanon | 0 – 2                          | Saoedi-Arabië | Al-Maktoumstadion, Dubai Toeschouwers: 13.792 Scheidsrechter: Ali Sabah |
| 12 januari 2019 20:00 (UTC+4) |         | 12' Al-Muwallad 67' Al-Mogahwi |               | Al-Maktoumstadion, Dubai Toeschouwers: 13.792 Scheidsrechter: Ali Sabah |

|                               |             |                                              |       | |
| 13 januari 2019 15:00 (UTC+4) | Noord-Korea | 0 – 6                                        | Qatar | Sheikh Kalifa Internationaal Stadion, Al Ain Toeschouwers: 452 Scheidsrechter: Hettikamkanamge Perera |
| 13 januari 2019 15:00 (UTC+4) |             | 9', 11', 55', 60' Ali 43' Khoukhi 68' Hassan |       | Sheikh Kalifa Internationaal Stadion, Al Ain Toeschouwers: 452 Scheidsrechter: Hettikamkanamge Perera |

|                               |               |                |       |                                                                                 |
| 17 januari 2019 20:00 (UTC+4) | Saoedi-Arabië | 0 – 2          | Qatar | Sjeik Zayidstadion, Abu Dhabi Toeschouwers: 16.067 Scheidsrechter: Kim Dong-jin |
| 17 januari 2019 20:00 (UTC+4) |               | 45+1', 80' Ali |       | Sjeik Zayidstadion, Abu Dhabi Toeschouwers: 16.067 Scheidsrechter: Kim Dong-jin |

|                               |                                                      |       |                    |                                                                         |
| 17 januari 2019 20:00 (UTC+4) | Libanon                                              | 4 – 1 | Noord-Korea        | Sharjahstadion, Sharjah Toeschouwers: 4.332 Scheidsrechter: Chris Beath |
| 17 januari 2019 20:00 (UTC+4) | F. Michel 27' El-Helwe 65', 90+8' Maatouk 80' (pen.) |       | 9' Pak Kwang-ryong | Sharjahstadion, Sharjah Toeschouwers: 4.332 Scheidsrechter: Chris Beath |

### Groep F
| Pos | Land         | Wed | Win | Gel | Ver | DV | DT | +/− | Pnt |
| --- | ------------ | --- | --- | --- | --- | -- | -- | --- | --- |
| 1   | Japan        | 3   | 3   | 0   | 0   | 6  | 3  | +3  | 9   |
| 2   | Oezbekistan  | 3   | 2   | 0   | 1   | 7  | 4  | +3  | 6   |
| 3   | Oman         | 3   | 1   | 0   | 2   | 4  | 4  | 0   | 3   |
| 4   | Turkmenistan | 3   | 0   | 0   | 3   | 3  | 9  | –6  | 0   |

|                              |                         |       |                              |                                                                                 |
| 9 januari 2019 15:00 (UTC+4) | Japan                   | 3 – 2 | Turkmenistan                 | Al Nahyanstadion, Abu Dhabi Toeschouwers: 5.725 Scheidsrechter: Alireza Faghani |
| 9 januari 2019 15:00 (UTC+4) | Osako 56', 60' Doan 71' |       | 26' Amanow 79' (pen.) Ataýew | Al Nahyanstadion, Abu Dhabi Toeschouwers: 5.725 Scheidsrechter: Alireza Faghani |

|                              |                                          |       |                     |                                                                          |
| 9 januari 2019 17:30 (UTC+4) | Oezbekistan                              | 2 – 1 | Oman                | Sharjahstadion, Sharjah Toeschouwers: 9.424 Scheidsrechter: Ko Hyung-jin |
| 9 januari 2019 17:30 (UTC+4) | Ahmedov 34' Shomurodov 85' Krimets 90+2' |       | 72' Mu. Al-Ghassani | Sharjahstadion, Sharjah Toeschouwers: 9.424 Scheidsrechter: Ko Hyung-jin |

|                               |      |                      |       |                                                                                             |
| 13 januari 2019 17:30 (UTC+4) | Oman | 0 – 1                | Japan | Sjeik Zayidstadion, Abu Dhabi Toeschouwers: 12.110 Scheidsrechter: Mohd Amirul Izwan Yaacob |
| 13 januari 2019 17:30 (UTC+4) |      | 28' (pen.) Haraguchi |       | Sjeik Zayidstadion, Abu Dhabi Toeschouwers: 12.110 Scheidsrechter: Mohd Amirul Izwan Yaacob |

|                               |              |                                                |             |                                                                                                  |
| 13 januari 2019 20:00 (UTC+4) | Turkmenistan | 0 – 4                                          | Oezbekistan | Maktoum Bin Rashid Al Maktoumstadion, Dubai Toeschouwers: 4.354 Scheidsrechter: Ammar Al-Jeneibi |
| 13 januari 2019 20:00 (UTC+4) |              | 17' Sidikov 24', 42' Shomurodov 40' Masharipov |             | Maktoum Bin Rashid Al Maktoumstadion, Dubai Toeschouwers: 4.354 Scheidsrechter: Ammar Al-Jeneibi |

|                               |                                                |       |                  |                                                                                          |
| 17 januari 2019 17:30 (UTC+4) | Oman                                           | 3 – 1 | Turkmenistan     | Mohammed Bin Zayidstadion, Abu Dhabi Toeschouwers: 8.338 Scheidsrechter: Nawaf Shukralla |
| 17 januari 2019 17:30 (UTC+4) | Kano 20' Mu. Al-Ghassani 84' Al-Musalami 90+3' |       | 41' Annadurdyýew | Mohammed Bin Zayidstadion, Abu Dhabi Toeschouwers: 8.338 Scheidsrechter: Nawaf Shukralla |

|                               |                       |       |                | |
| 17 januari 2019 17:30 (UTC+4) | Japan                 | 2 – 1 | Oezbekistan    | Sheikh Kalifa Internationaal Stadion, Al Ain Toeschouwers: 7.005 Scheidsrechter: Mohammed Abdulla Mohamed |
| 17 januari 2019 17:30 (UTC+4) | Muto 43' Shiotani 58' |       | 40' Shomurodov | Sheikh Kalifa Internationaal Stadion, Al Ain Toeschouwers: 7.005 Scheidsrechter: Mohammed Abdulla Mohamed |

### Ranking nummers 3 poulefase
| Pos | Land      | Wed | Win | Gel | Ver | DV | DT | +/− | Pnt |
| --- | --------- | --- | --- | --- | --- | -- | -- | --- | --- |
| 1   | Bahrein   | 3   | 1   | 1   | 1   | 2  | 2  | 0   | 4   |
| 2   | Kirgizië  | 3   | 1   | 0   | 2   | 4  | 4  | 0   | 3   |
| 3   | Oman      | 3   | 1   | 0   | 2   | 4  | 4  | 0   | 3   |
| 4   | Vietnam   | 3   | 1   | 0   | 2   | 4  | 5  | –1  | 3   |
| 5   | Libanon   | 3   | 1   | 0   | 2   | 4  | 5  | –1  | 3   |
| 6   | Palestina | 3   | 0   | 2   | 1   | 0  | 3  | –3  | 2   |

Voor het programma in de knock-outfase wordt het onderstaande schema gebruikt. Hiervoor wordt gekeken naar de landen die zich plaatsen bij de beste nummers 3 in het schema hierboven.
| Nummers 3 vanuit de groepsfase | Nummers 3 vanuit de groepsfase | Nummers 3 vanuit de groepsfase | Nummers 3 vanuit de groepsfase | Nummers 3 vanuit de groepsfase | Nummers 3 vanuit de groepsfase |    | 1A vs | 1B vs | 1C vs | 1D vs |
| ------------------------------ | ------------------------------ | ------------------------------ | ------------------------------ | ------------------------------ | ------------------------------ | -- | ----- | ----- | ----- | ----- |
| A                              | B                              | C                              | D                              |                                |                                | 3C | 3D    | 3A    | 3B    |       |
| A                              | B                              | C                              |                                | E                              |                                | 3C | 3A    | 3B    | 3E    |       |
| A                              | B                              | C                              |                                |                                | F                              | 3C | 3A    | 3B    | 3F    |       |
| A                              | B                              |                                | D                              | E                              |                                | 3D | 3A    | 3B    | 3E    |       |
| A                              | B                              |                                | D                              |                                | F                              | 3D | 3A    | 3B    | 3F    |       |
| A                              | B                              |                                |                                | E                              | F                              | 3E | 3A    | 3B    | 3F    |       |
| A                              |                                | C                              | D                              | E                              |                                | 3C | 3D    | 3A    | 3E    |       |
| A                              |                                | C                              | D                              |                                | F                              | 3C | 3D    | 3A    | 3F    |       |
| A                              |                                | C                              |                                | E                              | F                              | 3C | 3A    | 3F    | 3E    |       |
| A                              |                                |                                | D                              | E                              | F                              | 3D | 3A    | 3F    | 3E    |       |
|                                | B                              | C                              | D                              | E                              |                                | 3C | 3D    | 3B    | 3E    |       |
|                                | B                              | C                              | D                              |                                | F                              | 3C | 3D    | 3B    | 3F    |       |
|                                | B                              | C                              |                                | E                              | F                              | 3E | 3C    | 3B    | 3F    |       |
|                                | B                              |                                | D                              | E                              | F                              | 3E | 3D    | 3B    | 3F    |       |
|                                |                                | C                              | D                              | E                              | F                              | 3C | 3D    | 3F    | 3E    |       |

## Knock-outfase
|  | 1/8e finale | 1/8e finale   | 1/8e finale |   |            | kwartfinale | kwartfinale | kwartfinale |  |  | halve finale | halve finale | halve finale |   |  | finale | finale | finale |
|  |             |               |             |   |            |             |             |             |  |  |              |              |              |   |  |        |        |        |
|  |             | Thailand      | 1           |   |            |             |             |             |  |  |              |              |              |   |  |        |        |        |
|  |             | China         | 2           |   |            |             |             |             |  |  |              |              |              |   |  |        |        |        |
|  |             | China         | 2           |   | China      | 0           |             |             |  |  |              |              |              |   |  |        |        |        |
|  |             |               |             |   | China      | 0           |             |             |  |  |              |              |              |   |  |        |        |        |
|  |             |               | Iran        | 3 |            |             |             |             |  |  |              |              |              |   |  |        |        |        |
|  |             | Iran          | Iran        | 3 | 2          |             |             |             |  |  |              |              |              |   |  |        |        |        |
|  |             |               |             |   | 2          |             |             |             |  |  |              |              |              |   |  |        |        |        |
|  |             | Oman          | 0           |   |            |             |             |             |  |  |              |              |              |   |  |        |        |        |
|  |             |               |             |   |            |             | Iran        | 0           |  |  |              |              |              |   |  |        |        |        |
|  |             |               |             |   |            |             |             |             |  |  |              |              |              |   |  |        |        |        |
|  |             |               | Japan       | 3 |            |             |             |             |  |  |              |              |              |   |  |        |        |        |
|  |             | Jordanië      | Japan       | 3 | 1 (2)      |             |             |             |  |  |              |              |              |   |  |        |        |        |
|  |             |               |             |   | 1 (2)      |             |             |             |  |  |              |              |              |   |  |        |        |        |
|  |             | Vietnam       | 1 (4)       |   |            |             |             |             |  |  |              |              |              |   |  |        |        |        |
|  |             | Vietnam       | 1 (4)       |   | Vietnam    | 0           |             |             |  |  |              |              |              |   |  |        |        |        |
|  |             |               |             |   | Vietnam    | 0           |             |             |  |  |              |              |              |   |  |        |        |        |
|  |             |               | Japan       | 1 |            |             |             |             |  |  |              |              |              |   |  |        |        |        |
|  |             | Japan         | Japan       | 1 | 1          |             |             |             |  |  |              |              |              |   |  |        |        |        |
|  |             |               |             |   | 1          |             |             |             |  |  |              |              |              |   |  |        |        |        |
|  |             | Saoedi-Arabië | 0           |   |            |             |             |             |  |  |              |              |              |   |  |        |        |        |
|  |             |               |             |   |            |             |             |             |  |  |              |              | Japan        | 1 |  |        |        |        |
|  |             |               |             |   |            |             |             |             |  |  |              |              |              | 1 |  |        |        |        |
|  |             |               | Qatar       | 3 |            |             |             |             |  |  |              |              |              |   |  |        |        |        |
|  |             | Zuid-Korea    | Qatar       | 3 | 2          |             |             |             |  |  |              |              |              |   |  |        |        |        |
|  |             | Zuid-Korea    |             |   | 2          |             |             |             |  |  |              |              |              |   |  |        |        |        |
|  |             | Bahrein       | 1           |   |            |             |             |             |  |  |              |              |              |   |  |        |        |        |
|  |             | Bahrein       | 1           |   | Zuid-Korea | 0           |             |             |  |  |              |              |              |   |  |        |        |        |
|  |             |               |             |   | Zuid-Korea | 0           |             |             |  |  |              |              |              |   |  |        |        |        |
|  |             |               | Qatar       | 1 |            |             |             |             |  |  |              |              |              |   |  |        |        |        |
|  |             | Qatar         | Qatar       | 1 | 1          |             |             |             |  |  |              |              |              |   |  |        |        |        |
|  |             |               |             |   | 1          |             |             |             |  |  |              |              |              |   |  |        |        |        |
|  |             | Irak          | 0           |   |            |             |             |             |  |  |              |              |              |   |  |        |        |        |
|  |             |               |             |   |            |             | Qatar       | 4           |  |  |              |              |              |   |  |        |        |        |
|  |             |               |             |   |            |             |             |             |  |  |              |              |              |   |  |        |        |        |
|  |             |               | V.A.E.      | 0 |            |             |             |             |  |  |              |              |              |   |  |        |        |        |
|  |             | V.A.E.        | V.A.E.      | 0 | 3          |             |             |             |  |  |              |              |              |   |  |        |        |        |
|  |             | V.A.E.        |             |   | 3          |             |             |             |  |  |              |              |              |   |  |        |        |        |
|  |             | Kirgizië      | 2           |   |            |             |             |             |  |  |              |              |              |   |  |        |        |        |
|  |             | Kirgizië      | 2           |   | V.A.E.     | 1           |             |             |  |  |              |              |              |   |  |        |        |        |
|  |             |               |             |   | V.A.E.     | 1           |             |             |  |  |              |              |              |   |  |        |        |        |
|  |             |               | Australië   | 0 |            |             |             |             |  |  |              |              |              |   |  |        |        |        |
|  |             | Australië     | Australië   | 0 | 0 (4)      |             |             |             |  |  |              |              |              |   |  |        |        |        |
|  |             | Australië     |             |   | 0 (4)      |             |             |             |  |  |              |              |              |   |  |        |        |        |
|  |             | Oezbekistan   | 0 (2)       |   |            |             |             |             |  |  |              |              |              |   |  |        |        |        |

#### Achtste finales
|                               |                                 |              |                                                                             |                                                                               |
| 20 januari 2019 15:00 (UTC+4) | Jordanië                        | 1 – 1 (n.v.) | Vietnam                                                                     | Al-Maktoumstadion, Dubai Toeschouwers: 14.205 Scheidsrechter: Alireza Faghani |
| 20 januari 2019 15:00 (UTC+4) | Abdel-Rahman 39'                |              | 51' Nguyễn Công Phượng                                                      | Al-Maktoumstadion, Dubai Toeschouwers: 14.205 Scheidsrechter: Alireza Faghani |
| 20 januari 2019 15:00 (UTC+4) | Strafschoppen                   |              |                                                                             | Al-Maktoumstadion, Dubai Toeschouwers: 14.205 Scheidsrechter: Alireza Faghani |
| 20 januari 2019 15:00 (UTC+4) | Abdel-Rahman Faisal Samir Ersan | 2 – 4        | Quế Ngọc Hải Đỗ Hùng Dũng Lương Xuân Trường Trần Minh Vương Bùi Tiến Dũng I | Al-Maktoumstadion, Dubai Toeschouwers: 14.205 Scheidsrechter: Alireza Faghani |

|                               |              |       |                                 |                                                                                              |
| 20 januari 2019 18:00 (UTC+4) | Thailand     | 1 – 2 | China                           | Hazza Bin Zayed Stadion, Al Ain Toeschouwers: 8.026 Scheidsrechter: Mohammed Abdulla Mohamed |
| 20 januari 2019 18:00 (UTC+4) | Supachai 31' |       | 67' Xiao Zhi 71' (pen.) Gao Lin | Hazza Bin Zayed Stadion, Al Ain Toeschouwers: 8.026 Scheidsrechter: Mohammed Abdulla Mohamed |

|                               |                                    |       |      |                                                                                              |
| 20 januari 2019 21:00 (UTC+4) | Iran                               | 2 – 0 | Oman | Mohammed Bin Zayidstadion, Abu Dhabi Toeschouwers: 31.945 Scheidsrechter: César Arturo Ramos |
| 20 januari 2019 21:00 (UTC+4) | Jahanbakhsh 32' Dejagah 41' (pen.) |       |      | Mohammed Bin Zayidstadion, Abu Dhabi Toeschouwers: 31.945 Scheidsrechter: César Arturo Ramos |

|                               |              |       |               |                                                                             |
| 21 januari 2019 15:00 (UTC+4) | Japan        | 1 – 0 | Saoedi-Arabië | Sharjahstadion, Sharjah Toeschouwers: 6.832 Scheidsrechter: Ravshan Irmatov |
| 21 januari 2019 15:00 (UTC+4) | Tomiyasu 20' |       |               | Sharjahstadion, Sharjah Toeschouwers: 6.832 Scheidsrechter: Ravshan Irmatov |

|                               |                                      |              |                                        | |
| 21 januari 2019 18:00 (UTC+4) | Australië                            | 0 – 0 (n.v.) | Oezbekistan                            | Sheikh Kalifa Internationaal Stadion, Al Ain Toeschouwers: 6.809 Scheidsrechter: Abdulrahman Al-Jassim |
| 21 januari 2019 18:00 (UTC+4) |                                      |              |                                        | Sheikh Kalifa Internationaal Stadion, Al Ain Toeschouwers: 6.809 Scheidsrechter: Abdulrahman Al-Jassim |
| 21 januari 2019 18:00 (UTC+4) | Strafschoppen                        |              |                                        | Sheikh Kalifa Internationaal Stadion, Al Ain Toeschouwers: 6.809 Scheidsrechter: Abdulrahman Al-Jassim |
| 21 januari 2019 18:00 (UTC+4) | Milligan Behich Kruse Giannou Leckie | 4 - 2        | Shukurov Tukhtakhujaev Alibaev Bikmaev | Sheikh Kalifa Internationaal Stadion, Al Ain Toeschouwers: 6.809 Scheidsrechter: Abdulrahman Al-Jassim |

|                               |                                             |              |                            |                                                                            |
| 21 januari 2019 21:00 (UTC+4) | Verenigde Arabische Emiraten                | 3 – 2 (n.v.) | Kirgizië                   | Sjeik Zayidstadion, Abu Dhabi Toeschouwers: 17.784 Scheidsrechter: Fu Ming |
| 21 januari 2019 21:00 (UTC+4) | Esmaeel 14' Mabkhout 64' Khalil 103' (pen.) |              | 26' Murzaev 90+2' Rustamov | Sjeik Zayidstadion, Abu Dhabi Toeschouwers: 17.784 Scheidsrechter: Fu Ming |

|                               |                                      |              |                |                                                                         |
| 22 januari 2019 17:00 (UTC+4) | Zuid-Korea                           | 2 – 1 (n.v.) | Bahrein        | Al-Maktoumstadion, Dubai Toeschouwers: 7.658 Scheidsrechter: Ryuji Sato |
| 22 januari 2019 17:00 (UTC+4) | Hwang Hee-chan 43' Kim Jin-su 105+2' |              | 77' Al Romaihi | Al-Maktoumstadion, Dubai Toeschouwers: 7.658 Scheidsrechter: Ryuji Sato |

|                               |             |       |      |                                                                                |
| 22 januari 2019 20:00 (UTC+4) | Qatar       | 1 – 0 | Irak | Al Nahyanstadion, Abu Dhabi Toeschouwers: 14.701 Scheidsrechter: Muhammad Taqi |
| 22 januari 2019 20:00 (UTC+4) | Al-Rawi 62' |       |      | Al Nahyanstadion, Abu Dhabi Toeschouwers: 14.701 Scheidsrechter: Muhammad Taqi |

#### Kwartfinales
|                               |         |                 |       |                                                                                       |
| 24 januari 2019 17:00 (UTC+4) | Vietnam | 0 – 1           | Japan | Al-Maktoumstadion, Dubai Toeschouwers: 8.954 Scheidsrechter: Mohammed Abdulla Mohamed |
| 24 januari 2019 17:00 (UTC+4) |         | 57' (pen.) Doan |       | Al-Maktoumstadion, Dubai Toeschouwers: 8.954 Scheidsrechter: Mohammed Abdulla Mohamed |

|                               |       |                                        |      |                                                                                                 |
| 24 januari 2019 20:00 (UTC+4) | China | 0 – 3                                  | Iran | Mohammed Bin Zayidstadion, Abu Dhabi Toeschouwers: 19.578 Scheidsrechter: Abdulrahman Al-Jassim |
| 24 januari 2019 20:00 (UTC+4) |       | 18' Taremi 31' Azmoun 90+1' Ansarifard |      | Mohammed Bin Zayidstadion, Abu Dhabi Toeschouwers: 19.578 Scheidsrechter: Abdulrahman Al-Jassim |

|                               |            |           |       |                                                                                    |
| 25 januari 2019 17:00 (UTC+4) | Zuid-Korea | 0 – 1     | Qatar | Sjeik Zayidstadion, Abu Dhabi Toeschouwers: 13.791 Scheidsrechter: Ravshan Irmatov |
| 25 januari 2019 17:00 (UTC+4) |            | 78' Hatem |       | Sjeik Zayidstadion, Abu Dhabi Toeschouwers: 13.791 Scheidsrechter: Ravshan Irmatov |

|                               |                              |       |           |                                                                                 |
| 25 januari 2019 20:00 (UTC+4) | Verenigde Arabische Emiraten | 1 – 0 | Australië | Hazza Bin Zayed Stadion, Al Ain Toeschouwers: 25.053 Scheidsrechter: Ryuji Sato |
| 25 januari 2019 20:00 (UTC+4) | Mabkhout 68'                 |       |           | Hazza Bin Zayed Stadion, Al Ain Toeschouwers: 25.053 Scheidsrechter: Ryuji Sato |

#### Halve finales
|                               |      |                                       |       |                                                                                  |
| 28 januari 2019 18:00 (UTC+4) | Iran | 0 – 3                                 | Japan | Hazza Bin Zayed Stadion, Al Ain Toeschouwers: 23.262 Scheidsrechter: Chris Beath |
| 28 januari 2019 18:00 (UTC+4) |      | 56', 67' (pen.) Osako 90+1' Haraguchi |       | Hazza Bin Zayed Stadion, Al Ain Toeschouwers: 23.262 Scheidsrechter: Chris Beath |

|                               |                                                |       |                              |                                                                                              |
| 29 januari 2019 15:00 (UTC+4) | Qatar                                          | 4 – 0 | Verenigde Arabische Emiraten | Mohammed Bin Zayidstadion, Abu Dhabi Toeschouwers: 38.646 Scheidsrechter: César Arturo Ramos |
| 29 januari 2019 15:00 (UTC+4) | Khoukhi 22' Ali 37' Al-Haydos 80' Ismail 90+3' |       | 90+1' Ahmed                  | Mohammed Bin Zayidstadion, Abu Dhabi Toeschouwers: 38.646 Scheidsrechter: César Arturo Ramos |

#### Finale
|                               |              |       |                                       |                                                                                    |
| 1 februari 2019 15:00 (UTC+4) | Japan        | 1 – 3 | Qatar                                 | Sjeik Zayidstadion, Abu Dhabi Toeschouwers: 36.776 Scheidsrechter: Ravshan Irmatov |
| 1 februari 2019 15:00 (UTC+4) | Minamino 69' |       | 12' Ali 27' Hatem 83' (pen.) Ak. Afif | Sjeik Zayidstadion, Abu Dhabi Toeschouwers: 36.776 Scheidsrechter: Ravshan Irmatov |

| Winnaar Aziatisch kampioenschap voetbal 2019 |
| -------------------------------------------- |
|                                              |
| QATAR 1ste titel                             |

## Azië cup 2019 in beeld

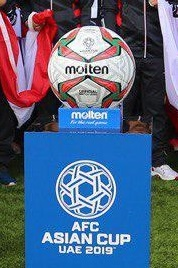
De bal, tijdens een van de wedstrijden.
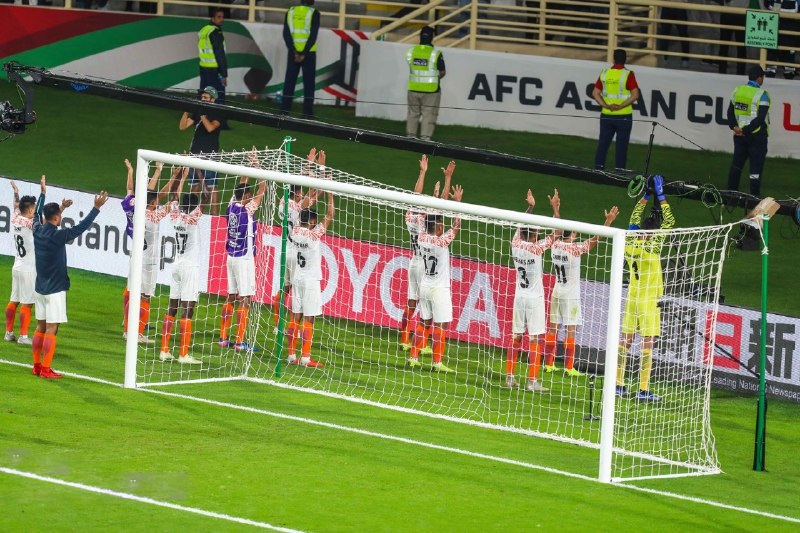
Thailand–India (poule A)
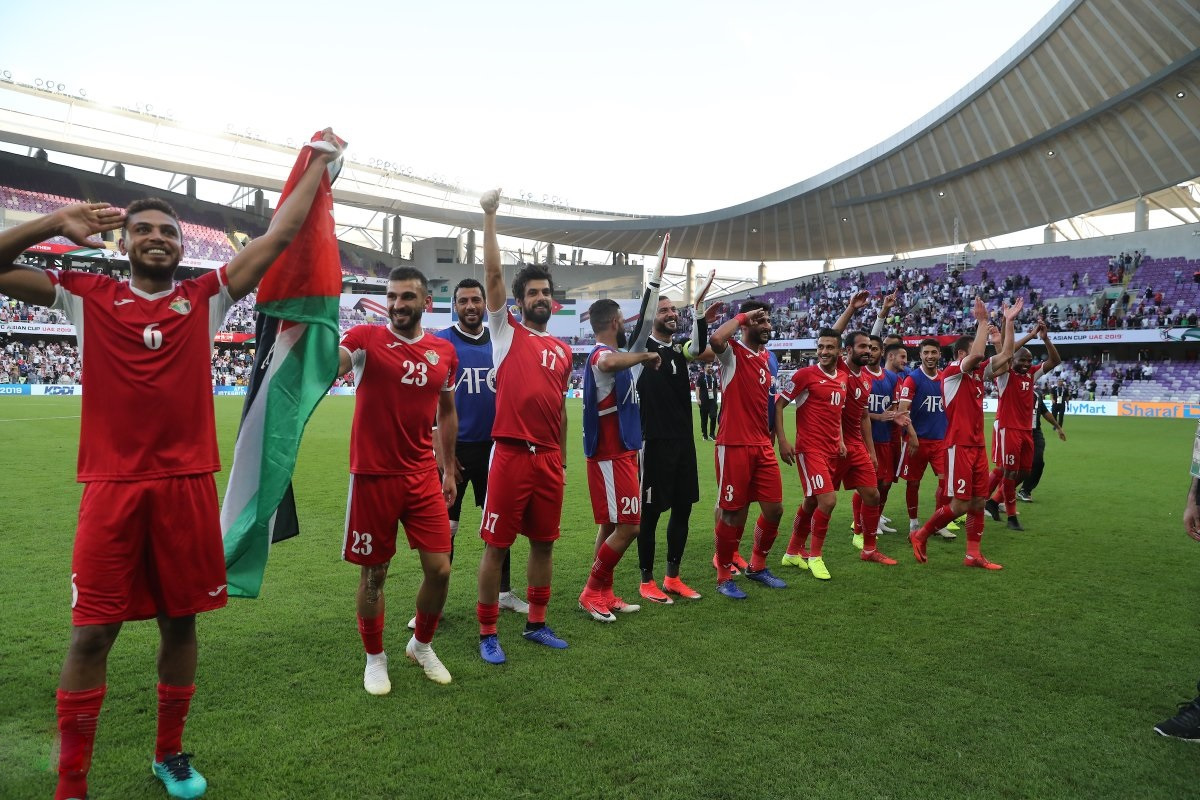
Australië–Jordanië (Jordaanse spelers)
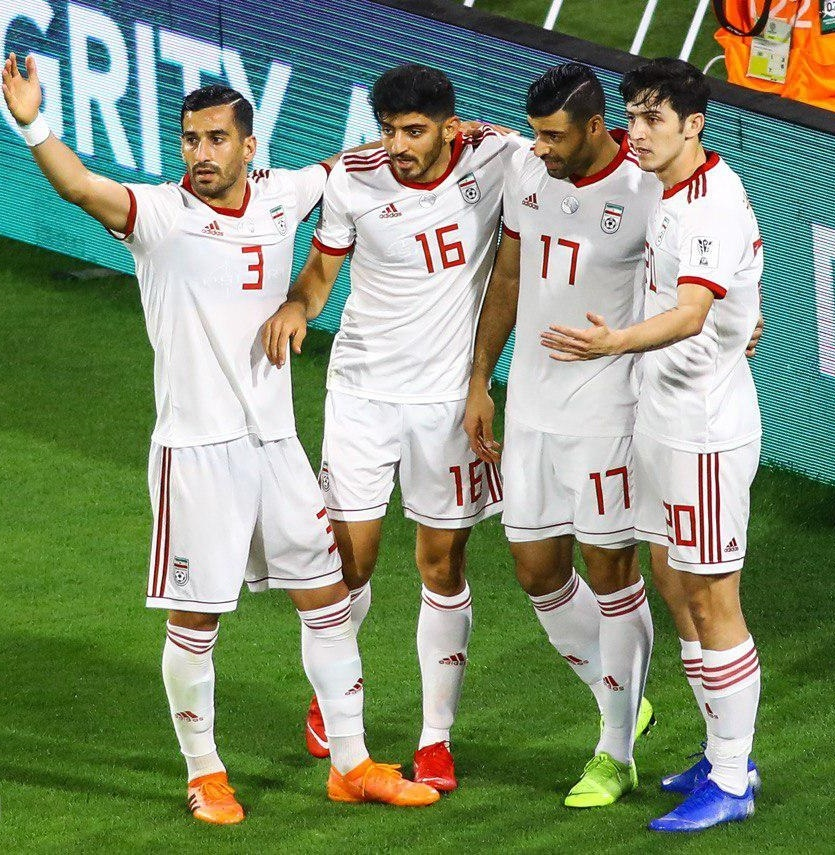
Iran–Jemen (Iraanse spelers)
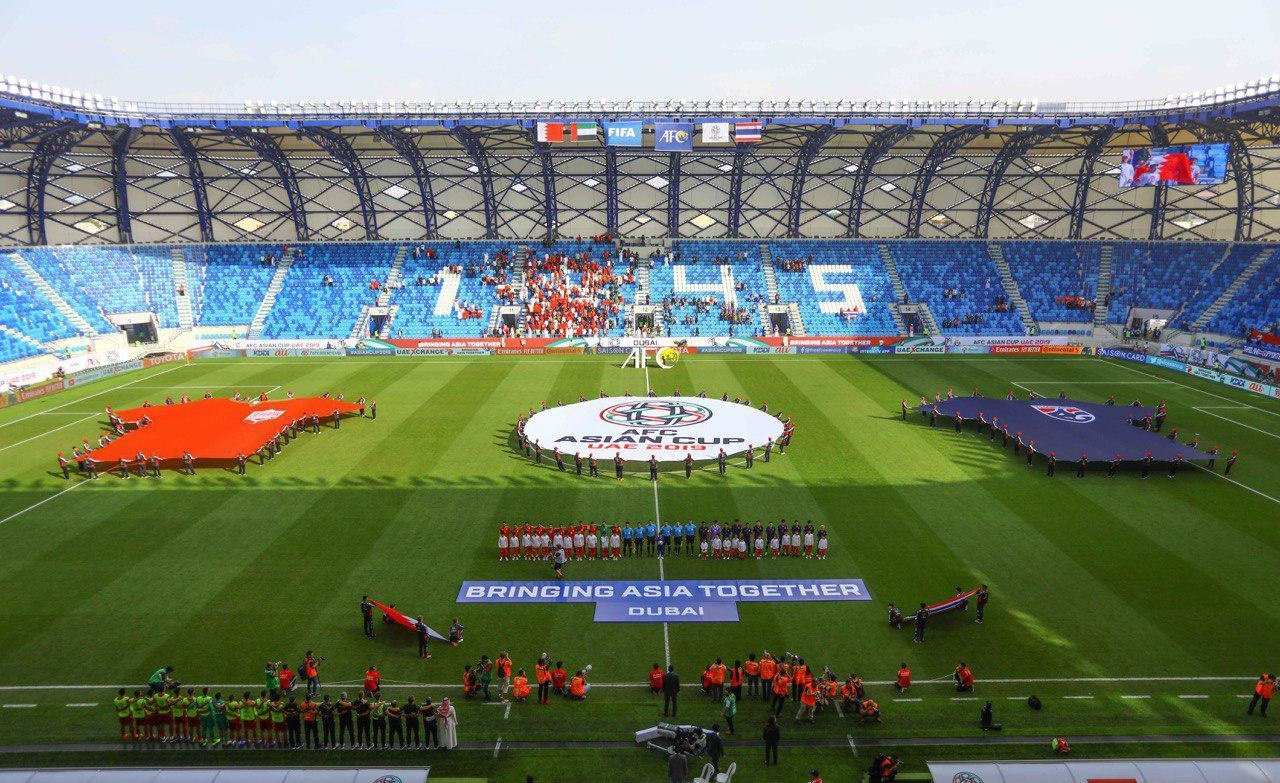
Thailand–Bahrein (poule A)
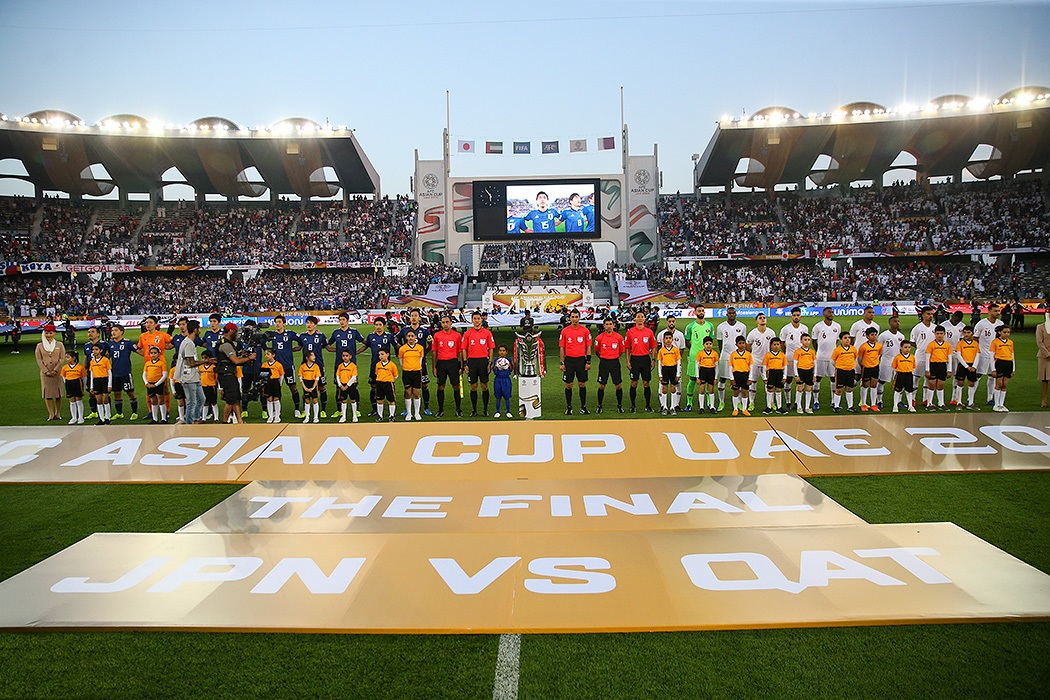
Japan–Qatar (finale)